# 나 엄마 아빠 할머니 안나
《;.,!: 나 엄마 아빠 할머니 안나》는 MBC에서 2013년 12월 12일에 방영한 드라마 페스티벌 시즌 1의 열 번째이며 이 시즌 마지막 작품이다.

## 등장 인물

### 주요 인물
- 서지혜 : 엄마 역
- 전진서 : 소년 역
- 박해수 : 아빠 역
- 정영숙 : 할머니 역
- 양진성 : 안나 역

### 그 외 인물
- 남보라 : 역
- 이상엽 : 역
- 신다은 : 역